# العلاقات الآيسلندية الجورجية
العلاقات الآيسلندية الجورجية هي العلاقات الثنائية التي تجمع بين آيسلندا وجورجيا.

## مقارنة بين البلدين
هذه مقارنة عامة ومرجعية للدولتين:
| وجه المقارنة                                              | آيسلندا          | جورجيا                          |
| --------------------------------------------------------- | ---------------- | ------------------------------- |
| المساحة (كم2)                                             | 103.00 ألف       | 69.70 ألف                       |
| عدد السكان (نسمة)                                         | 317.35 ألف       | 3.72 مليون                      |
| الكثافة السكانية (ن./كم²)                                 | 3.08             | 53.37                           |
| العاصمة                                                   | ريكيافيك         | تبليسي، كوتايسي                 |
| اللغة الرسمية                                             | اللغة الآيسلندية | اللغة الجورجية، اللغة الأبخازية |
| العملة                                                    | كرونة آيسلندية   | لاري جورجي                      |
| الناتج المحلي الإجمالي (بليون دولار)                      | 23.91 مليار      | 15.16 مليار                     |
| الناتج المحلي الإجمالي (تعادل القوة الشرائية) بليون دولار | 15.79 مليار      | 35.68 مليار                     |
| الناتج المحلي الإجمالي الاسمي للفرد دولار أمريكي          | 50.17 ألف        | 3.79 ألف                        |
| الناتج المحلي الإجمالي للفرد دولار أمريكي                 | 46.55 ألف        |                                 |
| مؤشر التنمية البشرية                                      | 0.899            | 0.754                           |
| رمز المكالمات الدولي                                      | +354             | +995                            |
| رمز الإنترنت                                              | .is              | .ge، .გე ‏                       |
| المنطقة الزمنية                                           | 00، أوروبا/لندن ‏ | ت ع م+04:00                     |

## منظمات دولية مشتركة
يشترك البلدان في عضوية مجموعة من المنظمات الدولية، منها:
| علم المنظمة | اسم المنظمة                    | تاريخ انضمام آيسلندا | تاريخ انضمام جورجيا |
| ----------- | ------------------------------ | -------------------- | ------------------- |
|             | اتفاقية السماوات المفتوحة      | ?                    | ?                   |
|             | يونسكو                         | 8 يونيو 1964         | 7 أكتوبر 1992       |
|             | الفريق المعني برصد الأرض       | ?                    | ?                   |
|             | مؤسسة التمويل الدولية          | 20 يوليو 1956        | 29 يونيو 1995       |
|             | مجلس أوروبا                    | ?                    | 27 أبريل 1999       |
|             | مؤسسة التنمية الدولية          | 19 مايو 1961         | 31 أغسطس 1993       |
|             | منظمة التجارة العالمية         | ?                    | 14 يونيو 2000       |
|             | منظمة الأمن والتعاون في أوروبا | 25 يونيو 1973        | 24 مارس 1992        |
|             | الاتحاد البريدي العالمي        | ?                    | ?                   |
|             | الاتحاد الدولي للاتصالات       | 1 أكتوبر 1906        | 7 يناير 1993        |
|             | الأمم المتحدة                  | 19 نوفمبر 1946       | 31 يوليو 1992       |
|             | البنك الدولي للإنشاء والتعمير  | 27 ديسمبر 1945       | 7 أغسطس 1992        |
|             | المنظمة الهيدروغرافية الدولية  | ?                    | ?                   |

## وصلات خارجية
- موقع وزارة الخارجية الآيسلندية
- موقع وزارة الخارجية الجورجية